# Frédéric Danjou
Pour les articles homonymes, voir Danjou.
Frédéric Danjou, né le 28 septembre 1974 à Clamart, est un footballeur français évoluant au poste de défenseur central.
Au total, Frédéric Danjou dispute 242 matchs en Ligue 1,70 matchs en Liga, 27 matchs en Ligue 2 , 7 matchs en Ligue des champions, 12 matchs en Coupe de l'UEFA et 15 matchs en Coupe Intertoto, soit un total de 373 matchs au plus haut niveau.

## Biographie
De 1994 à 1999, il joue avec l'AJ Auxerre, entrainé par Guy Roux. Il y joue un quart de finale de ligue des champions face au Borussia Dortmund et un quart de finale de Coupe de l'UEFA face à la Lazio de Rome.
En 1999 il signe en Espagne au Real Oviedo, entraîné par Luis Aragonés. Il joue 70 matchs en deux saisons de Liga.
En 2001, il retourne en France, à l'ES Troyes AC ou il joue la Coupe Intertoto et est éliminé par Leeds United qui sera vainqueur de la compétition cette année-là.
En 2003, le club descend en ligue 2, il est alors prêté a l'AC Ajaccio en Ligue 1. Le club finit 13e du championnat. Il lui reste encore un an de contrat avec l'ESTAC qui est toujours en ligue 2, il est alors transféré au SM Caen tout juste promu en Ligue 1. Il joue 31 matchs avec le Stade Malherbe qui atteint cette année la en finale de la Coupe de la Ligue, perdue contre le RC Strasbourg. Blessé en fin de saison, il signe l'année suivante une nouvelle fois a l'AC Ajaccio.
Il s'engage ensuite pour une saison avec l'US Créteil puis termine sa carrière au Gazélec Ajaccio en CFA avec qui il joue deux saisons.

## Carrière
- 1994-1999 : AJ Auxerre  France (Ligue 1)
- 1999-2001 : Real Oviedo  Espagne (Liga)
- 2001-2003 : ES Troyes AC  France (Ligue 1)
- 2003-2004 : AC Ajaccio  France (Ligue 1)
- 2004-2005 : SM Caen  France (Ligue 1)
- 2005-2006 : AC Ajaccio  France (Ligue 1)
- 2006-2007 : US Créteil-Lusitanos  France (Ligue 2)
- 2008-2010 : Gazélec Ajaccio  France (CFA)[1]

## Palmarès
- Champion de France en 1996 avec l'AJ Auxerre
- Vainqueur de la Coupe de France en 1996 avec l'AJ Auxerre
- Vainqueur de la Coupe Intertoto en 1997 avec l'AJ Auxerre
- Finaliste de la Coupe de la Ligue française en 2005 avec le SM Caen